# Cuisine suédoise
 (février 2016).
Si vous disposez d'ouvrages ou d'articles de référence ou si vous connaissez des sites web de qualité traitant du thème abordé ici, merci de compléter l'article en donnant les références utiles à sa vérifiabilité et en les liant à la section « Notes et références ».

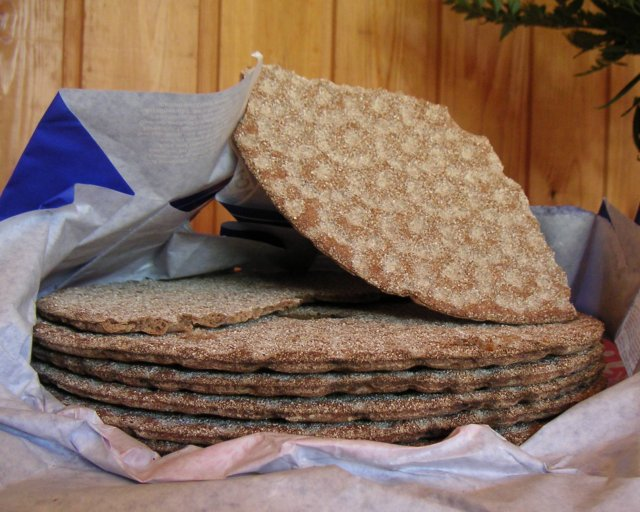
Pain croquant suédois.

La cuisine suédoise peut être définie comme la cuisine traditionnelle de la Suède, appelée en suédois « svenska köket ».

## Cuisine traditionnelle

### Généralités
La cuisine suédoise est constituée principalement de pommes de terre et d'autres légumes-racines (comme le rutabaga), de viande (gibiers populaires en Suède, par exemple l'élan, lard), de poissons (par exemple morue et hareng), et de diverses céréales. Les écrevisses sont populaires vers la fin de l'été.
En Suède, le terme « husmanskost » est utilisé pour décrire la nourriture qu'on mange les jours de semaine, nourriture souvent facile et lourde, mais qui prend souvent beaucoup de temps à préparer. L'utilisation d'épices est réduite.
Les plats considérés comme suédois au niveau international sont, entre autres, les köttbullars (boulettes de viande), les falukorvs (saucisses), le pain croquant suédois et les polkagris (bonbons). Les champignons comestibles, tels que les chanterelles, les cèpes et les chanterelles en tube, sont considérés comme un mets délicat.
Le pain à la cardamome est considéré comme un aliment traditionnel chez les Américains d'origine suédoise,,. Les petits pains à la cardamome sont consommés avec du café ou du thé.

### Spécificités régionales
En Scanie, la pêche à l'anguille constituant une activité traditionnelle, la cuisine scanienne dispose de nombreuses variations autour de l'anguille, dont les recettes à l'anguille fumée au bois d'aulne. Certains pêcheurs organisent des fêtes de l'anguille (« Ålagille (sv) ») afin de présenter cette particularité aux touristes.

## Influences étrangères
Les Suédois ont aussi importé des recettes étrangères qui ont été adaptées et sont devenues des classiques de la cuisine suédoise, comme le chou farci de la cuisine française au XVIIe siècle, les sushis et des plats de la restauration rapide comme la pizza, le falafel et le kebab au XXe siècle.

## Galerie

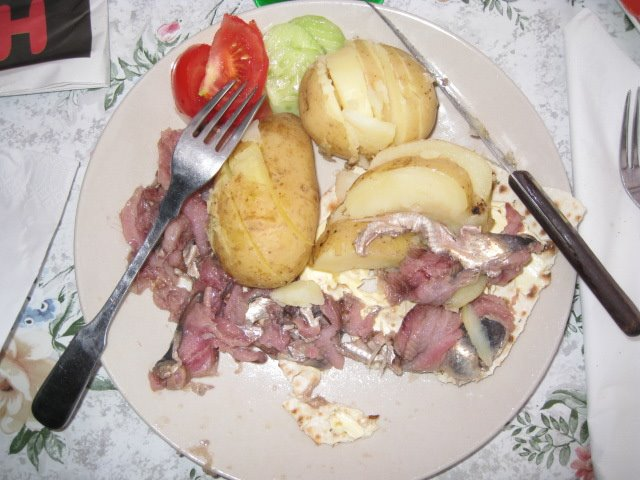
Surströmming.
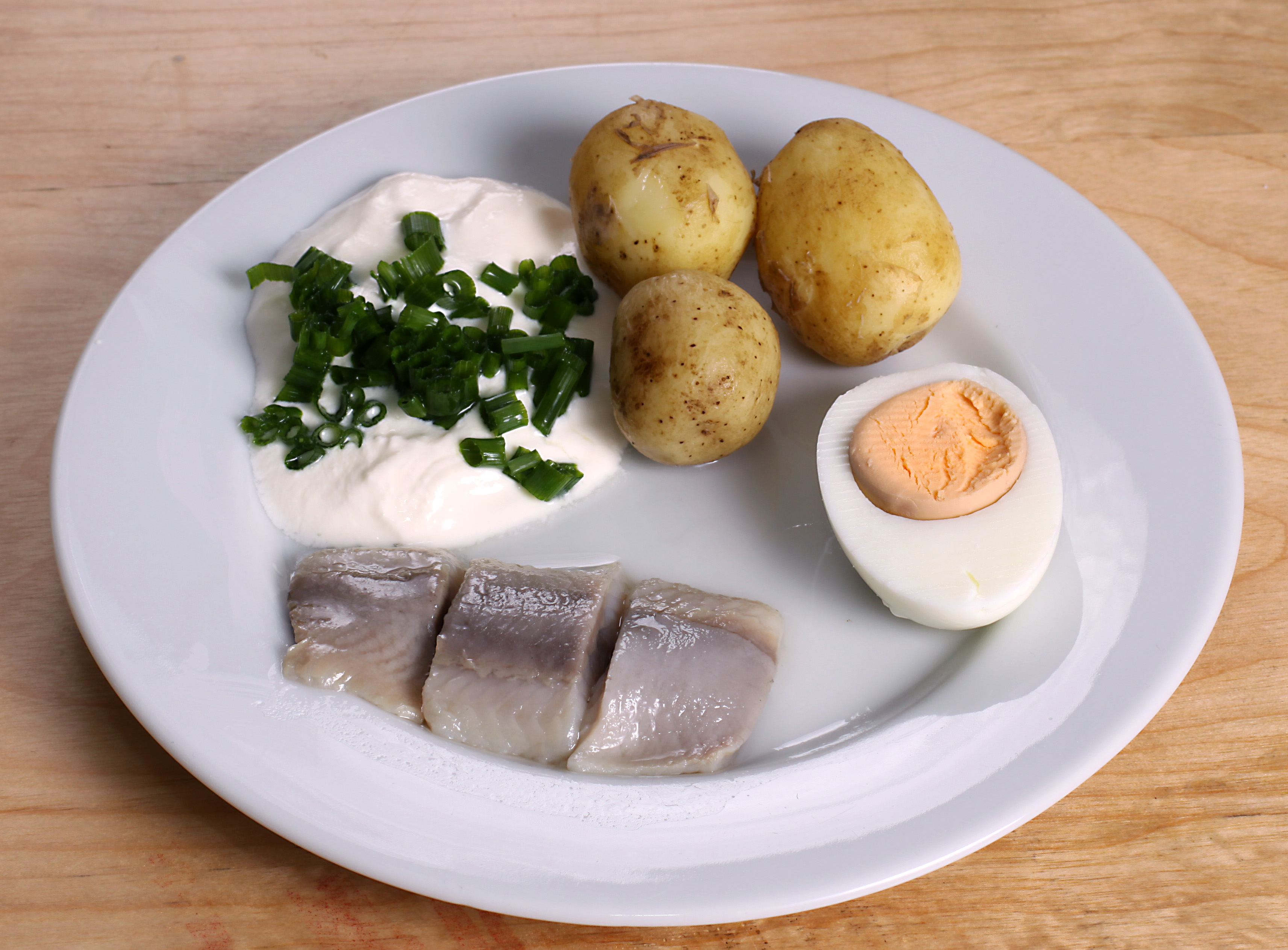
Inlagd sill (hareng mariné), crème aigre et ciboulette, pomme de terre et un demi-œuf servi lors de la fête de la mi-été.
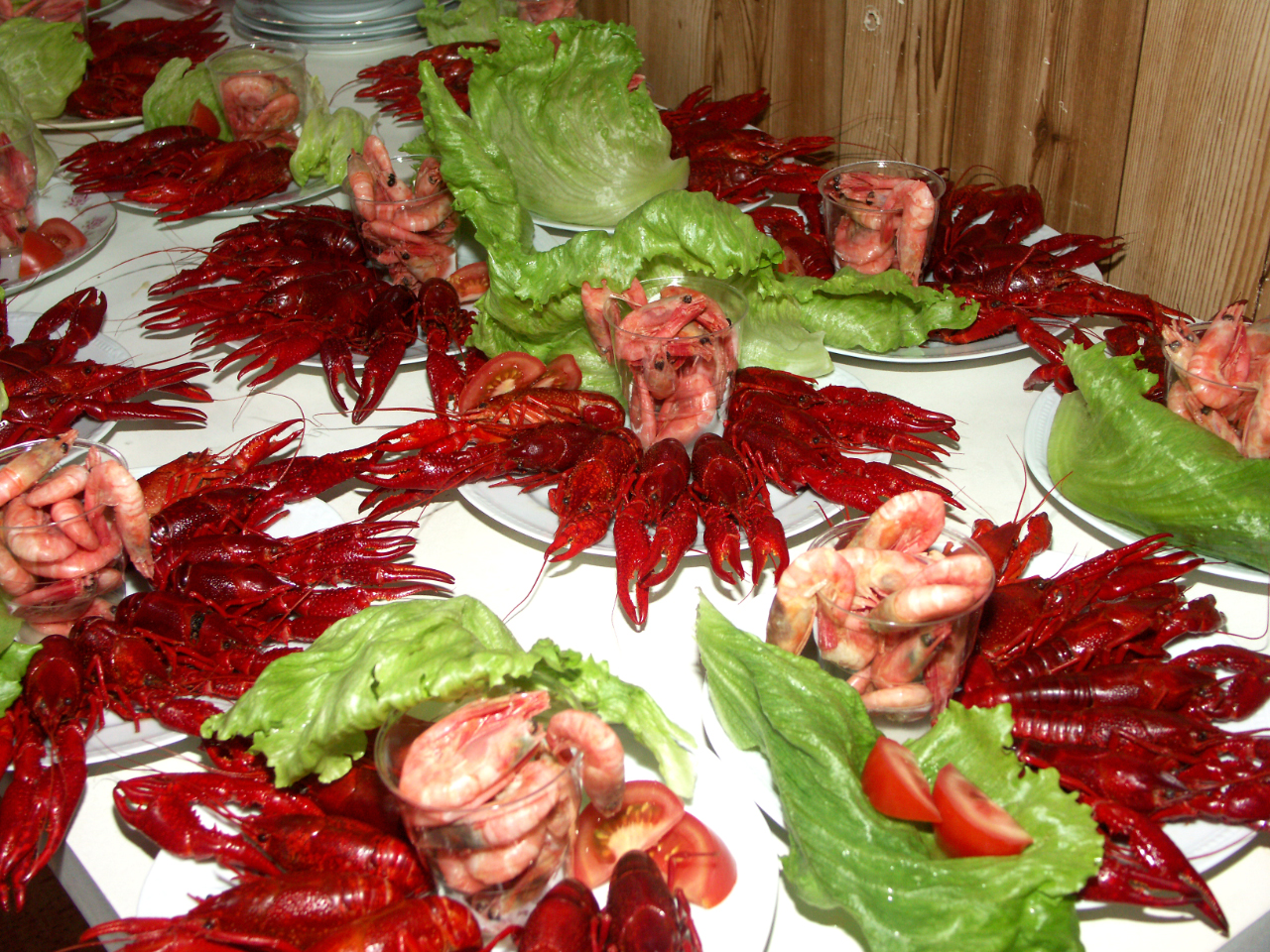
Des écrevisses prêtes à être dégustées lors de la fête traditionnelle kräftskiva (festin d'écrevisses).
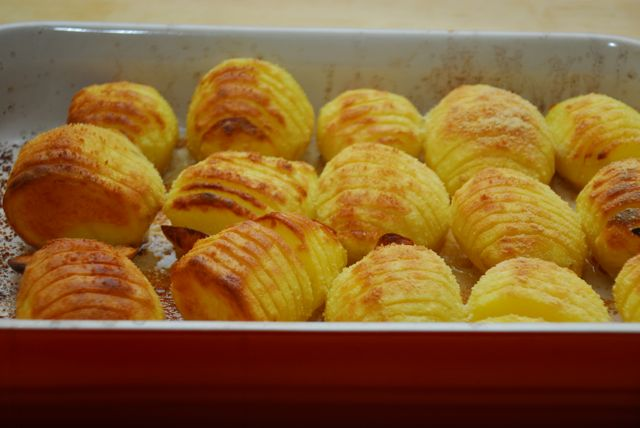
Hasselbackspotatis.
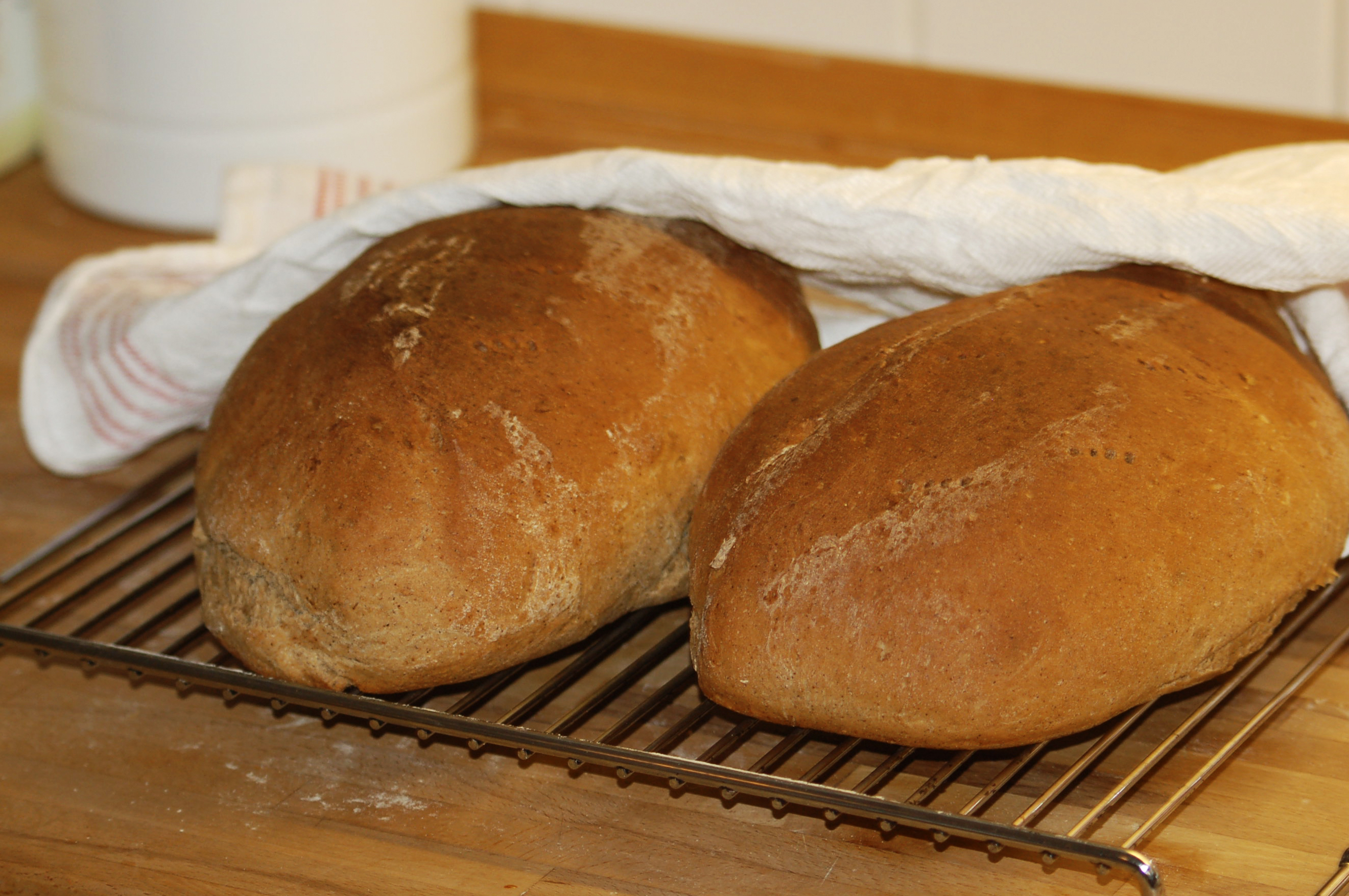
Limpa, pain de seigle aux épices.

### Vidéographie
- [vidéo] La Scanie, de Holger  Preuße, dans Cuisines des terroirs, 2015, 26 min [présentation en ligne] ; diffusé le 16 février 2016 sur Arte